# Older (album de George Michael)
Pour l’article homonyme, voir Older (album de Yael Naim).
Albums de George Michael
Five Live
(1993) Ladies & Gentlemen: The Best of George Michael
(1998)
Singles
1. Jesus to a Child
Sortie : janvier 1996
2. Fastlove
Sortie : avril 1996
3. The Spinning the Wheel E.P.
Sortie : août 1996
4. Older / The Older E.P.
Sortie : janvier 1997
5. Star People '97
Sortie : mars 1997
6. You Have Been Loved / The You Have Been Loved E.P.
Sortie : septembre 1997

Older est le troisième album solo de George Michael, sorti en mai 1996 sous les labels Virgin et Ægean. Aux États-Unis et au Canada, cet album est sorti sous le label DreamWorks.
Même si Older a été bien classé dans les hit-parades (no 1 en Angleterre et no 6 au Billboard 200 aux États-Unis), les ventes sont restées inférieures à celles des précédents albums de George Michael, du moins aux États-Unis. Au Royaume-Uni et dans d'autres pays européens, l'album est un succès. Older s'est vendu à 6 millions d'exemplaires dans le monde. À la fin de l'année 1997, une édition limitée intitulée Older & Upper est sortie.
Older est dédié à Anselmo Feleppa (compagnon brésilien de George Michael mort en 1993) et à Antônio Carlos Jobim (chanteur brésilien de bossa nova).

## Liste des chansons
| 1.    | Jesus to a Child         | George Michael                                            | 6:50 |
| 2.    | Fastlove                 | George Michael, Patrice Rushen (sample de Forget Me Nots) | 5:24 |
| 3.    | Older                    | George Michael                                            | 5:32 |
| 4.    | Spinning the Wheel       | Jon Douglas et George Michael                             | 6:21 |
| 5.    | It Doesn't Really Matter | George Michael                                            | 4:49 |
| 6.    | The Strangest Thing      | George Michael                                            | 6:00 |
| 7.    | To Be Forgiven           | George Michael                                            | 5:21 |
| 8.    | Move On                  | George Michael                                            | 4:45 |
| 9.    | Star People              | George Michael                                            | 5:15 |
| 10.   | You Have Been Loved      | David Austin et George Michael                            | 5:27 |
| 11.   | Free                     | George Michael                                            | 2:59 |
| 58:43 |                          |                                                           |      |

## Personnel
- George Michael – chant, basse, claviers, batterie, percussions, programmation, arrangements, production
- Hugh Burns – guitare
- Danny Jacob – guitare
- Alan Ross – guitare
- John Themis – guitare
- Jon Douglas – claviers, production ("Fastlove", "Spinning the Wheel"), arrangements ("Spinning the Wheel")
- Chris Cameron – claviers, cordes
- David Austin – claviers
- David Clews – claviers
- Nick Murdoch – piano
- Jo Garland – chœurs
- David Clayton – programmation
- Pete Gleadall – programmation
- Steve McNichol – programmation
- Stuart Brooks – trompette, bugle
- John Thirkell – trompette, bugle
- Steve Sidwell – trompette
- Chris Davis – saxophone
- Andy Hamilton  – saxophone
- Phillip Smith – saxophone
- Fayyaz Virji – trombone